# Бенковський потік
Бенковський потік (словац. Benkovský potok) — річка в Словаччині, ліва притока Чєрного Вагу, протікає в окрузі Попрад.
Довжина приблизно 10,8 км. Витік лежить у масиві Низькі Татри (частина Кральовогольські Татри) — схил гори Смречини — на висоті близько 1320 метрів. Протікає територією міста Кральова Легота (частина Чєрний Ваг).
Впадає в Чєрний Ваг на висоті приблизно 765—770 метрів.